# Коршунов Анатолій Іванович
Анатолій Іванович Коршунов (нар. 1958) — радянський діяч, новатор виробництва, робітник Попаснянського вагоноремонтного заводу Луганської області. Народний депутат СРСР у 1989—1991 роках.

## Життєпис
Освіта середня. Член КПРС.
У 1980-х—1990-х роках — різчик, газозварник Попаснянського вагоноремонтного заводу Луганської області.
Подальша доля невідома.